# ام‌پی‌پی
ام‌پی‌پی (صربی: МПП Јединство) شرکت ساخت‌وساز صربستانی است، که در سال ۱۹۴۷ تأسیس شد.